# Хронологична таблица за откриване и изследване на Северна Америка (X - XVII в.)
| Години                     | Име на откривател, изследовател                                      | Направени открития и изследвания | Изследванията засягат следните съвременни държави и територии                                                                                                  |
| -------------------------- | -------------------------------------------------------------------- | --- | --- |
| около 900                  | Гунбьорн Улфсон                                                      | Първо плаване към източните брегове на Гренландия | Гренландия |
| 981 – 985                  | Ерик Торвалдсон                                                      | Откриване и изследване на южните (981) и югозападните брегове на Гренландия (982 – 983) и основаване на първи викингски селища на острова (985) | Гренландия |
| 985 или 986                | Бярни Херьоулфсон                                                    | Първо плаване към североизточното крайбрежие на Северна Америка | Канада |
| около 1000 – 1101          | Лейф Ериксон                                                         | Плаване към североизточното крайбрежие на Северна Америка и откриване на т.нар. „Земя Винланд“ | Канада |
| до 60-те години на ХІІІ в. | викингски колонисти                                                  | Откриване и изследване на западните брегове на Гренландия до 74° с.ш. и залива Диско | Гренландия |
| около 1362                 | Петер Кнутсон                                                        | Вероятно посещение на викингите на районите на север и запад от Горно езеро | Канада, САЩ |
| 12 октомври 1492           | Христофор Колумб                                                     | Официално приета дата за откриване на Америка. Откриване на островите островите Рам (Санта Мария де Консепсион, 23°41′ с. ш. 74°52′ з. д. / 23.683333° с. ш. 74.866667° з. д.), Лонг Айлънд (Фернандина, 23°20′ с. ш. 75°07′ з. д. / 23.333333° с. ш. 75.116667° з. д.) и Крукед Айлънд (Изабела, 22°45′ с. ш. 74°14′ з. д. / 22.75° с. ш. 74.233333° з. д.) от Бахамските о-ви, североизточните брегове на Куба и северното крайбрежие наостров Хаити | Бахамски о-ви, Куба, Хаити, Доминиканска република |
| 1493 – 1496                | Христофор Колумб                                                     | Откриване на островите Доминика (15°25′ с. ш. 61°20′ з. д. / 15.416667° с. ш. 61.333333° з. д.), Мари Галант (15°56′ с. ш. 61°16′ з. д. / 15.933333° с. ш. 61.266667° з. д.), Гваделупа (16°15′ с. ш. 61°30′ з. д. / 16.25° с. ш. 61.5° з. д.), Монсерат (16°45′ с. ш. 62°12′ з. д. / 16.75° с. ш. 62.2° з. д.), Антигуа (17°05′ с. ш. 61°48′ з. д. / 17.083333° с. ш. 61.8° з. д.), Невис (Сен Мартен, 17°09′ с. ш. 62°35′ з. д. / 17.15° с. ш. 62.583333° з. д.), Сейнт Китс (Сейнт Кристофър, 17°21′ с. ш. 62°47′ з. д. / 17.35° с. ш. 62.783333° з. д.), Синт Еустатиус (Санта Анастасия, 17°30′ с. ш. 62°58′ з. д. / 17.5° с. ш. 62.966667° з. д.), Саба (Сан Кристобал 17°38′ с. ш. 63°14′ з. д. / 17.633333° с. ш. 63.233333° з. д.), Санта Крус (Сейнт Крой, 17°45′ с. ш. 64°45′ з. д. / 17.75° с. ш. 64.75° з. д.), Вирджински острови (18°25′ с. ш. 64°45′ з. д. / 18.416667° с. ш. 64.75° з. д.), Виекес (18°07′ с. ш. 65°26′ з. д. / 18.116667° с. ш. 65.433333° з. д.) и Пуерто Рико (1493). Откриване на 1700 км от южното крайбрежие на Куба, западното и южно крайбрежие на остров Ямайка и южното крайбрежие на остров Хаити (1494) | Доминика, Гваделупа, Монсерат, Антигуа и Барбуда, Сейнт Китс и Невис, Американски Вирджински острови, Пуерто Рико, Куба, Ямайка, Хаити, Доминиканска република |
| 1495 – 1496                | Алонсо де Охеда                                                      | Завладяване на остров Хаити и откриване на златни находища във вътрешността на острова | Хаити, Доминиканска република |
| 1497                       | Джон Кабот                                                           | Плаване към североизточното крайбрежие на Северна Америка и вероятно откриване на Нюфаундленд | Канада |
| 1498                       | Христофор Колумб                                                     | Откриване и проследяване на южното крайбрежие на остров Тринидад (10°26′ с. ш. 61°16′ з. д. / 10.433333° с. ш. 61.266667° з. д.) | Тринидад и Тобаго |
| 1499                       | Алонсо де Охеда                                                      | Откриване на островите Кюрасао (12°10′ с. ш. 69°00′ з. д. / 12.166667° с. ш. 69° з. д.) и Аруба (12°30′ с. ш. 70°00′ з. д. / 12.5° с. ш. 70° з. д.) | Кюрасао, Аруба |
| 1500                       | Висенте Пинсон                                                       | Откриване на остров Гренада (12°06′ с. ш. 61°41′ з. д. / 12.1° с. ш. 61.683333° з. д.) | Гренада |
| 1500 – 1501                | Гашпар Кортереал (1450 – 1501)                                       | Плаване към североизточното крайбрежие на Северна Америка и откриване на част от източния бряг на п-ов Лабрадор между 50º и 60º с.ш. | Канада |
| 1502 – 1503                | Христофор Колумб                                                     | Откриване на остров Мартиника (15 юни 1502, 14°40′ с. ш. 61°00′ з. д. / 14.666667° с. ш. 61° з. д.) и карибското крайбрежие на Централна Америка между Хондураския залив и залива Дариен (1502 – 1503) | Мартиника, Хондурас, Никарагуа, Коста Рика, Панама |
| около 1504                 | рибари-бретонци                                                      | Откриване на залива Сейнт Лорънс и „Земята на бретонците“ (п-ов Нова Шотландия) | Канада |
| 1508                       | Себастиан де Окампо                                                  | Първо плаване около Куба и откриване на заливите Хавана и Сиенфуегос (22°08′ ю. ш. 80°29′ з. д. / 22.133333° ю. ш. 80.483333° з. д.) | Куба |
| 1508 – 1509                | Висенте Пинсон, Хуан Диас де Солис                                   | Дооткриване на Хондураския залив и о-вите Ислас де ла Байя в него. Откриване на цялото източно крайбрежие на п-ов Юкатан със заливите Четумал (18º 30` с.ш.), Еспириту Санто (19º 20` с.ш.) и Асунсион (19º 40` с.ш.) и откриване и проследяване на северното и западно крайбрежие на полуострова, южния бряг на залива Кампече и част от източното крайбрежие на Мексико до 23º 30` с.ш., като по този начин са открити над 2700 км от бреговете на Юкатан и Мексиканския залив | Хондурас, Белиз, Мексико |
| 1508 – 1509                | Хуан Понсе де Леон                                                   | Завоюване на остров Пуерто Рико и основаване на град Сан Хуан, днешната столица на страната | Пуерто Рико |
| 1509 – 1512                | Панфило де Нарваес                                                   | Завоюване на остров Ямайка (1509 – 1510) и Куба (1511 – 1512) | Ямайка, Куба |
| 1513 – 1514                | Хуан Понсе де Леон, Антон Аламинос                                   | Откриване на северната група на Бахамските о-ви, в т.ч. островите Кет (24°25′ с. ш. 75°32′ з. д. / 24.416667° с. ш. 75.533333° з. д.), Елютера (25°06′ с. ш. 76°08′ з. д. / 25.1° с. ш. 76.133333° з. д.) и Голям Абако (26°23′ с. ш. 77°07′ з. д. / 26.383333° с. ш. 77.116667° з. д.), източното (до 30º с.ш.), южното и западно крайбрежие на п-ов Флорида (до залива Шарлот Харбър, 26º 45` с.ш.), 200-километровата гирлянда от острови Флорида Кис, о-вите Драй Тортугас (24°40′ с. ш. 82°51′ з. д. / 24.666667° с. ш. 82.85° з. д.) и Флоридското течение (Гълфстрийм). Вторично откриване на около 200 км от северния бряг на п-ов Юкатан и дооткриване на всички острови от Бахамските о-ви, в т.ч. остров Бимини (два острова Северен и Южен Бимини, 25°45′ с. ш. 79°16′ з. д. / 25.75° с. ш. 79.266667° з. д.) | Бахамски о-ви, САЩ, Мексико |
| 1515                       | Гаспар Моралес                                                       | Първо плаване в Панамския залив и откриване на Бисерни о-ви (8°25′ с. ш. 79°00′ з. д. / 8.416667° с. ш. 79° з. д.) | Панама |
| 1515 – 1516                | Гонсало де Бадахос                                                   | Второ плаване в Панамския залив и откриване на п-ов Асуеро (7°50′ с. ш. 80°40′ з. д. / 7.833333° с. ш. 80.666667° з. д.) на запад | Панама |
| 1516 – 1518                | Гаспар де Еспиноса                                                   | Откриване и опустошаване на западното, тихоокеанско крайбрежие на Панама и откриване на запад от п-ов Асуеро островите Себако (7°32′ с. ш. 81°09′ з. д. / 7.533333° с. ш. 81.15° з. д.) и Койба (7°30′ с. ш. 81°47′ з. д. / 7.5° с. ш. 81.783333° з. д.) | Панама |
| 1517                       | Франсиско Кордова, Антон Аламинос                                    | Вторично откриване и изследване на 700 км от северния и западния бряг на п-ов Юкатан до лагуната Терминос (18°36′ с. ш. 91°33′ з. д. / 18.6° с. ш. 91.55° з. д.). Първи сведения за страната на маите. | Мексико |
| 1518                       | Хуан Диас де Грихалва, Антон Аламинос                                | Вторично откриване на югоизточното и източно крайбрежие на Мексико, в т.ч. остров Косумел (20°30′ с. ш. 86°57′ з. д. / 20.5° с. ш. 86.95° з. д.) и остров Сан Хуан де Улуа (19°13′ с. ш. 96°08′ з. д. / 19.216667° с. ш. 96.133333° з. д.) и устията на реките Грихалва (Табаско), Коацакоалкос, Папалоапан, Котастла, Туспан и Пануко. Първи срещи на испанците с представители на империята на ацтеките | Мексико |
| 1519                       | Алонсо Алварес де Пинеда                                             | Откриване на цялото северно и северозападно крайбрежие на Мексиканския залив на протежение повече от 2500 км от п-ов Флорида до устието на река Пануко (22°16′ с. ш. 97°47′ з. д. / 22.266667° с. ш. 97.783333° з. д.). Предполагаемо откриване на устието на река Мисисипи или на вливащата се по̀ на изток река Алабама | САЩ, Мексико |
| 1519 – 1521                | Ернан Кортес                                                         | Завоюване на империята на ацтеките и откриване на Мексиканската планинска земя | Мексико |
| 1520                       | Франсиско Гордильо                                                   | Откриване на част от източното крайбрежие на Северна Америка между 29º и 33º с.ш. (североизточното крайбрежие на Флорида, цялото крайбрежия на днешния щат Джорджия и част от крайбрежието на Южна Каролина) | САЩ |
| 1520                       | Педро Кексос                                                         | Откриване на част от източното крайбрежие на Северна Америка между 33º и 34º с.ш. (северното крайбрежие на щата Южна Каролина) | САЩ |
| 1520                       | Жуау Фагундиш                                                        | Откриване на островите Сен Пиер и Микелон, на юг от остров Нюфаундленд. Изследване на целия източен бряг на остров Кейп Бретон и откриване южно от него на дългия пясъчен остров Сейбъл (43°57′ с. ш. 59°55′ з. д. / 43.95° с. ш. 59.916667° з. д.) | Сен Пиер и Микелон, Канада |
| 1522                       | Хуан Бермудес                                                        | Откриване на Бермудските острови (32°18′ с. ш. 64°47′ з. д. / 32.3° с. ш. 64.783333° з. д.) | Бермудски острови |
| 1522                       | Кристобал де Олид                                                    | Първо проникване в областите Мичоакан и Колима (на запад от град Мексико Сити), откриване на горното течение на река Лерма и част от тихоокеанското крайбрежие на Мексико между 102º и 106º з.д. | Мексико |
| 1522 – 1523                | Гонсало Сандовал (1497 – 1528), Педро де Алварадо, Хуан Алварес Чико | Завоюване на южната, тихоокеанска област на Мексико – Оахака и откриване на планината Южна Сиера Мадре | Мексико |
| 1522 – 1523                | Хил Гонзалес Авила, Андрес Ниньо                                     | Заобикаляне на п-ов Асуеро и откриване на заливите Чирики и Голфо-Дулсе (отделени един от друг от нос Бурика, 8°02′ с. ш. 82°52′ з. д. / 8.033333° с. ш. 82.866667° з. д.), Коронадо и Никоя (8°35′ с. ш. 85°10′ з. д. / 8.583333° с. ш. 85.166667° з. д.) с полуостров Никоя (9°50′ с. ш. 85°30′ з. д. / 9.833333° с. ш. 85.5° з. д.), ограждащ го от към океана (1522). Откриване на езерата Никарагуа и Манагуа | Панама, Коста Рика, Никарагуа |
| 1523                       | Андрес Ниньо                                                         | Завършване на откриването на 1500 км от южното крайбрежие на Централна Америка от п-ов Никоя на югоизток до залива Теуантепек (16° с. ш. 95° з. д. / 16° с. ш. 95° з. д.) на северозапад. Откриване на заливите Папагайо и Фонсека (13°10′ с. ш. 87°40′ з. д. / 13.166667° с. ш. 87.666667° з. д.) и планинската верига Сиера Мадре де Чиапас | Коста Рика, Никарагуа, Хондурас, Салвадор, Гватемала, Мексико                                                                                                  |
| 1523                       | Франсиско Гарай                                                      | Окончателно откриване на западния бряг на Мексиканския залив от 25º до 22º с.ш. (устието на река Пануко) | Мексико |
| 1523                       | Хуан Алварес Чико                                                    | Откриване и завоюване на областта Гереро, тихоокеанското крайбрежие на Мексико между 98° и 102° з.д. и долното течение на река Балсас | Мексико |
| 1524                       | Себастиян де Белалкасар                                              | Проникване във вътрешността на Никарагуа и завладяване на страната | Никарагуа |
| 1524                       | Джовани да Верацано                                                  | Откриване на над 2300 км от източното крайбрежие на Северна Америка между 34° и 46° с.ш., в т.ч. лагуната Памлико (35º 15` с.ш.), Чесапикския залив (38º с.ш.) и залива Делауеър (39º 05` с.ш.), устието на река Хъдсън, остров Лонг Айлънд (40º 50` с.ш.), п-ов Кейп Код (41º 40` с.ш.) и залива Мейн | САЩ |
| 1524 – 1525                | Педро де Алварадо                                                    | Откриване на провлака Теуантепек и тихоокеанското крайбрежие на Централна Америка на югоизток от провлака до залива Фонсека (13°10′ с. ш. 87°40′ з. д. / 13.166667° с. ш. 87.666667° з. д.), в т.ч. високопланинската област Чиапас (в Югоизточно Мексико) и планинската южна област на Гватемала. Завладяване на Гватемала и основаване на град Гватемала (1524). Завлядяване на днешните територии на Салвадор и основаване на град Ел Салвадор (1525) | Мексико, Гватемала, Салвадор |
| 1524 – 1525                | Ернан Кортес                                                         | Пресичане на Централна Америка на юг от п-ов Юкатан – от залива Кампече до Хондураския залив | Мексико, Гватемала, Белиз |
| 1525                       | Жуау Фагундиш                                                        | Откриване на около 1000 км от източното крайбрежие на Северна Америка, в т.ч. южния бряг на п-ов Нова Шотландия, крайбрежието на залива Фънди и част от северозападния бряг на залива Мейн до залива Пенобскот (44°15′ с. ш. 68°50′ з. д. / 44.25° с. ш. 68.833333° з. д.) | Канада, САЩ |
| 1527 – 1528                | Франсиско де Монтехо (баща)                                          | Първи поход във вътрешността на п-ов Юкатан, завладяване на страната на маите и окончателно откриване на източното крайбрежие на полуострова от остров Косумел (20°28′ с. ш. 86°53′ з. д. / 20.466667° с. ш. 86.883333° з. д.) на север до залива Четумал на юг | Мексико, Белиз |
| 1528                       | Нуньо Гусман                                                         | Първи поход в Западно Мексико за завоюване на нови територи и основаване на градовете Гуадалахара и Сакатекас. Спускане по река Лерма-Сантяго и откриване на залива Лас Бандерас (20°37′ с. ш. 105°26′ з. д. / 20.616667° с. ш. 105.433333° з. д.) и част от тихоокеанското крайбрежие на Мексико на север от залива до входа на Калифорнийския залив | Мексико |
| 1528                       | Панфило де Нарваес                                                   | Поход по североизточния бряг на Мексиканския залив и откриване на заливите Тампа, Апалачи (84º з.д.), Пенсакола (87º з.д.) и Мобил (88º з.д.) и делтата на река Мисисипи | САЩ |
| 1529 – 1536                | Алвар Нунес Кабеса де Вака                                           | Първо пресичане на Северна Америка от изток на запад, през Примексиканската низина, южните части на Великите равнини и басейна на средното течение на река Рио Гранде до Калифорнийския залив | САЩ, Мексико |
| 1530                       | Нуньо Гусман                                                         | Първи, неуспешен поход на испанците в Тексас. Основаване на град Кулякан (24°48′ с. ш. 107°24′ з. д. / 24.8° с. ш. 107.4° з. д.), недалеч от входа на Калифорнийския зялив, който става отправен център за по-нататъшните испански завоевания на север | САЩ, Мексико |
| 1531                       | Алонсо Лопес Авила (1486 – 1542)                                     | Първо пресичане на южната част на п-ов Юкатан от запад на изток (до залива Четумал) | Мексико, Белиз |
| 1532                       | Диего Уртадо Мендоса                                                 | Откриване на западното, тихоокеанско крайбрежие на Мексико до 27º с.ш., в т.ч. о-вите Лас Трес Мариас (21°30′ с. ш. 106°30′ з. д. / 21.5° с. ш. 106.5° з. д.) | Мексико |
| 1533                       | Ернандо Грихалва (неизв. – 1537)                                     | Откриване на островите Сокоро (18°48′ с. ш. 110°59′ з. д. / 18.8° с. ш. 110.983333° з. д.) и Сан Бенедикто (19°18′ с. ш. 110°48′ з. д. / 19.3° с. ш. 110.8° з. д.) от архипелага Ревиля Хихедо | Мексико |
| 1534                       | Жак Картие                                                           | Откриване на протока Бел Айл (51°40′ с. ш. 56°10′ з. д. / 51.666667° с. ш. 56.166667° з. д.), отделящ Нюфаундленд на югоизток от п-ов Лабрадор на северозапад и остров Бел Айл (51°55′ с. ш. 55°15′ з. д. / 51.916667° с. ш. 55.25° з. д., в източната част на протока) и подробно изследване северните и южни брегове на протока. Пресичане на залива Сейнт Лорънс в югозападно направление и откриване на о-вите Магдалена (47°30′ с. ш. 61°40′ з. д. / 47.5° с. ш. 61.666667° з. д.), северния бряг на остров Принц Едуард, залива Шальор (48°00′ с. ш. 65°35′ з. д. / 48° с. ш. 65.583333° з. д.), южния и източен бряг на п-ов Гаспе със залива Гаспе (48°50′ с. ш. 64°30′ з. д. / 48.833333° с. ш. 64.5° з. д.), протока Гаспе (между п-ов Гаспе на югозапад и остров Антикости на североизток) и южния, източния и северния бряг на остров Антикости (49°30′ с. ш. 63°00′ з. д. / 49.5° с. ш. 63° з. д.). По този начин е открит почти цялия южен и западен бряг на залива Сейнт Лорънс и част от северния му бряг | Канада |
| 1535 – 1536                | Жак Картие                                                           | Откриване на протока Минган (Жак Картие, 50°10′ с. ш. 63°40′ з. д. / 50.166667° с. ш. 63.666667° з. д., отделящ остров Антикости на юг от п-ов Лабрадор на север), река Сейнт Лорънс, до устието на река Отава (ляв приток), река Сагеней (ляв приток) и хълма Монреал | Канада |
| 1537 – 1538                | Андрес Тапия                                                         | Откриване на 500 км от източния бряг на Калифорнийския залив до 29º с.ш., в т.ч. остров Тибурон (28°59′ с. ш. 112°22′ з. д. / 28.983333° с. ш. 112.366667° з. д.) | Мексико |
| 1539 – 1540                | Франсиско де Ульоа                                                   | Откриване и проследяване на цялото източно крайбрежие на Калифорнийския залив и откриване в най-северната му част устието на река Колорадо и първо плаване нагоре по течението ѝ на 100 км. Откриване на източното крайбрежие на п-ов Калифорния (над 1200 км), а след това и западното му крайбрежие до нос Пунта Баха (29º 57` с.ш.), в т.ч. остров Седрос (28°09′ с. ш. 115°15′ з. д. / 28.15° с. ш. 115.25° з. д.) | Мексико, САЩ |
| 1539 – 1542                | Ернандо де Сото, Луис де Москосо                                     | Поход през източната част на Примексиканската низина до река Мисисипи и в районите на запад от долното ѝ течение. Откриване на реките Олтамахо и Савана, южната част на планината Апалачи (Сини планини (Блу Ридж)) и стичащите се от нея множество реки, вливащи се в Мексиканския залив, в т.ч. – Апалачикола и Алабама и средното течение на река Тенеси. Първо пресичане на река Мисисипи и откриване на десните ѝ притоци реките Арканзас, Ред Ривър и други | САЩ |
| 1540                       | Ернан Аларкон (1500 – 1541)                                          | Вторично откриване на устието на река Колорадо и плаване нагоре по нея на около 200 км до устието на левия ѝ река Хила | Мексико, САЩ |
| 1540 – 1542                | Франсиско Васкес де Коронадо, Гарсия Лопес Карденас                  | Поход през платото Колорадо и откриване на Гранд Каньон на река Колорадо (Гарсия Лопес Карденас), югоизточните части на Скалистите планини и горните течения на реките Рио Гранде и Пекос. Поход на север през Великите равнини до 40º с.ш. и възможно достигане и до река Мисури | Мексико, САЩ |
| 1541 – 1543                | Жан Алфонс                                                           | Първо изследване на вътрешните райони на Източна Канада (река Сагеней) и откриване на езерото Сент Джон (48°40′ с. ш. 72°00′ з. д. / 48.666667° с. ш. 72° з. д.). Изследване на южния бряг на п-ов Лабрадор и плаване до 42° с.ш. покрай източното крайбрежие на Северна Америка където е открит големия залив Масачузетс (42°15′ с. ш. 70°30′ з. д. / 42.25° с. ш. 70.5° з. д.) | Канада, САЩ |
| 1541 – 1544                | Франсиско Монтехо (син) (1508 – 1565)                                | Окончателно завоюване на страната на маите и изследване на вътрешните райони на п-ов Юкатан | Мексико |
| 1542                       | Руй Лопес де Вилялобос                                               | Окончателно откриване на архипелага Ревиля Хихедо – островите Кларион (18°22′ с. ш. 114°44′ з. д. / 18.366667° с. ш. 114.733333° з. д.) и Рока Партида (19°00′ с. ш. 110°04′ з. д. / 19° с. ш. 110.066667° з. д.) | Мексико |
| 1542                       | Хуан Кабрильо                                                        | Откриване на около 1600 км от западното крайбрежие на Северна Америка от п-ов Калифорния до 41º 30` с.ш., в т.ч. залива Магдалена (24º 37` с.ш.), остров Седрос (вторично, 28º 09` с.ш.), залива Сан Кинтин (30º 26` с.ш.) и залива на Сан Диего (32º 40` с.ш.), островите Санта Каталина (33º 22` с.ш.), Сан Клементе (32º 54` с.ш.), Санта Крус (34º с.ш.), Санта Роса (33º 58` с.ш.) и Сан Мигел (34º 02` с.ш.) и протока Санта Барбара, северно от тях и заливите Дрейк (38º 01` с.ш.) и Монтерей (36º 48` с.ш.) | Мексико, САЩ |
| 1542 – 1543                | Луис де Москосо                                                      | Откриване на реките Сабин, Тринити, Бразос и др. (всичките вливащи се в Мексиканския залив) и първо плаване по долното течение на Мисисипи от устието на река Арканзас до морето | САЩ |
| 1576 – 1578                | Мартин Фробишър                                                      | Три плавания към североизточните брегове на Северна Америка с цел откриване на Северозападния проход. Откриване на югоизточната част на остров Бафинова земя – полуостровите Мета Инкогнита – на югозапад и Хол – на североизток, залива Фробишър между тях и остров Локс Ленд (62°20′ с. ш. 64°30′ з. д. / 62.333333° с. ш. 64.5° з. д.) | Канада |
| 1579                       | Френсис Дрейк                                                        | Откриване на участък от западното крайбрежие на Северна Америка между 38º и 48º с.ш., в т.ч. залива Дрейк (вторично, 38°01′ с. ш. 122°58′ з. д. / 38.016667° с. ш. 122.966667° з. д.) и о-вите Фаралон (37°44′ с. ш. 123°02′ з. д. / 37.733333° с. ш. 123.033333° з. д.) | САЩ |
| 1581 – 1583                | испански мисионери                                                   | Откриване и изследване на средния и горния басейн на река Рио Гранде и долното и средното течение на река Пекос | Мексико, САЩ |
| 1583                       | Бернардино Белтран                                                   | Откриване на цялото горно течение на река Пекос (ляв приток на Рио Гранде) и планината Сангре де Кристо | САЩ |
| 1584                       | Филип Амадас                                                         | Откриване на източното крайбрежие на Северна Америка на залива Албемарл (36°04′ с. ш. 76°04′ з. д. / 36.066667° с. ш. 76.066667° з. д.) и вторично откриване на обширната лагуна Памлико (35°19′ с. ш. 75°56′ з. д. / 35.316667° с. ш. 75.933333° з. д.) | САЩ |
| 1584 – 1586                | Ричард Гренвил (1542 – 1591)                                         | Първи опити за колонизация на източното крайбрежие на Северна Америка, територията на днешния щат Северна Каролина и основаване на първата английска колония на остров Роаноук (1585) | САЩ |
| 1585 – 1587                | Джон Дейвис                                                          | Три плавания с цел търсене на Северозападния проход. Откриване на Готхоб фиорд 64°50′ с. ш. 51°00′ з. д. / 64.833333° с. ш. 51° з. д. в (Югозападна Гренландия), протока Дейвис, п-ов Къмбърланд и залива Къмбърланд (73°20′ с. ш. 65°00′ з. д. / 73.333333° с. ш. 65° з. д.) в източната част на остров Бафинова земя (1585). Плаване покрай югозападното крайбрежие на Гренландия до 68º с.ш., откриване на залива Ексетер (66°15′ с. ш. 62°15′ з. д. / 66.25° с. ш. 62.25° з. д., на източното крайбрежие на п-ов Къмбърланд), източното крайбрежие на п-ов Хол (югоизточната част на Бафинова земя) и изследване на източното крайбрежие на п-ов Лабрадор до 54º 15` с.ш. (залива Хамилтън) (1586). Плаване в Бафиновия залив до 72º 12` с.ш., изследване на залива Къмбърланд, п-ов Хол и залива Фробишър на юг от него и цялото източно крайбрежие на п-ов Лабрадор до 52º с.ш. (1587) | Гренландия, Канада |
| 1593                       | Антонио Гутерес де Уманя                                             | 1000-километров поход от горното течение на река Пекос (ляв приток на Рио Гранде) на североизток, откриване на горните течения на реките Арканзас, Репабликан (лява съставяща на Канзас) и Плат (десен приток на Мисури) и достигане до географския център на Северна Америка | САЩ |
| 1602                       | Бартоломю Госнолд (1572 – 1607)                                      | Откриване на протока Вайнярд и остров Мартас-Вайнярд (41°24′ с. ш. 70°37′ з. д. / 41.4° с. ш. 70.616667° з. д.), покрай източното крайбрежие на Северна Америка | САЩ |
| 1604 – 1609                | Самюел дьо Шамплен                                                   | Изследване на п-ов Нова Шотландия, остров Кейп Бретон и залива Фънди (45°00′ с. ш. 65°30′ з. д. / 45° с. ш. 65.5° з. д.) (1604). Изследване на цялото крайбрежие на залива Мейн и откриване на заливите Кейп Код (41°52′ с. ш. 70°17′ з. д. / 41.866667° с. ш. 70.283333° з. д.) и Масачузетс (42°00′ с. ш. 70°30′ з. д. / 42° с. ш. 70.5° з. д.) и двата отлични по-малки залива в него – Бостънски и Плимутски (1505). Откриване на остров Нантакет (41º 17` с.ш.), протока Нантакет (на север от острова) и вторично на остров Мартас Вайнярд (41º 24` с.ш.) и основаване на първо френско селище в района (1606). Основаване на град Квебек (1608) и провеждане първо зимуване в него. Откриване на река Ришельо (десен приток на Сейнт Лорънс), езерото Шамплен и планините Адирондак и Грийн Маунтинс (Зелени планини) (1609) | Канада, САЩ |
| 1605                       | Джон Канингъм (1575 – 1651)                                          | Откриване на остров Кристиан ІV (60°00′ с. ш. 43°35′ з. д. / 60° с. ш. 43.583333° з. д.), близо до югоизточното крайбрежие на Гренландия и изследване на западното крайбрежие на гигантския остров до 69º 10` с.ш. (залива Диско) | Гренландия |
| 1605                       | Джордж Уеймут                                                        | Изследване на северното крайбрежие на залива Мейн и откриване на залива Пенобскот (44°15′ с. ш. 69°00′ з. д. / 44.25° с. ш. 69° з. д.) и вливащата се от север в него река Пенобскот | САЩ |
| 1607                       | Хенри Хъдсън                                                         | Откриване на Земя Хъдсън, на 74º с.ш., на източното крайбрежие на Гренландия | Гренландия |
| 1607 – 1609                | Кристофър Нюпорт, Джон Смит (1580 – 1631)                            | Откриване на устието на река Джеймс и основаване на 14 май на първата английска колония на континента Джеймстаун (сега Нюпорт Нюз, щата Вирджиния). Първо изкачва на 200 км по течението на реката до нейните прагове в източните склонове на платото Пидмонт в Апалачите (1607). Колонизация на басейна на река Джеймс и откриване северно от нея на река Йорк (1607 – 1609, Джон Смит) | САЩ |
| 1609 – 1610                | Хенри Хъдсън                                                         | Две експедиции за търсене на Северозападния проход. Изследване източното крайбрежие на Северна Америка от 44º до 36º с.ш. и откриване на остров Манхатън и река Хъдсън (вторично) и плаване на 200 км нагоре по нея до мястото където сега е град Олбани (1609). Откриване на Хъдсъновия проток, залива Унгава, цялото северно крайбрежие на п-ов Лабрадор, остров Солсбъри (63°30′ с. ш. 77°05′ з. д. / 63.5° с. ш. 77.083333° з. д.), о-вите Дигс (62°30′ с. ш. 78°00′ з. д. / 62.5° с. ш. 78° з. д.), нос Уулстенхол (62°30′ с. ш. 77°30′ з. д. / 62.5° с. ш. 77.5° з. д., северозападната точка на п-ов Лабрадор), източния бряг на Хъдсъновия залив, остров Мансел (62º с.ш.), о-вите Отава (59º 30` с.ш.), о-вите Ту Бротерс (58º 50` с.ш.), о-вите Слипер (57º 30` с.ш.), о-вите Кинг Джордж (57º 20` с.ш.), о-вите Белчер (56º 20` с.ш.) и залива Джеймс (в най-южната част на Хъдсъновия залив) (1610) | САЩ, Канада |
| 1611 – 1615                | франко-канадски трапери                                              | Откриване и изследване басейна на река Отава и езерото Хюрън | Канада, САЩ |
| 1612 – 1613                | Томас Батън                                                          | Откриване на остров Резолюшън (61°35′ с. ш. 64°50′ з. д. / 61.583333° с. ш. 64.833333° з. д.), южното крайбрежие на остров Саутхамптън, остров Котс (62°36′ с. ш. 82°58′ з. д. / 62.6° с. ш. 82.966667° з. д.), част от западния бряг на Хъдсъновия залив между 60º 40` и 63º с.ш., в т.ч. залива Батън (58º 50` с.ш.), устията на реките Нелсън и Чърчил, южния вход на протока Рос-Уелкъм (отделящ остров Саутхямптън от континента) и остров Мансел (62°01′ с. ш. 79°47′ з. д. / 62.016667° с. ш. 79.783333° з. д.) | Канада |
| 1615                       | Етиен Брюле                                                          | Откриване на езерото Онтарио, река Съскуиханна, на юг от него и проследяване на цялото ѝ течение до Чесапикския залив. Пресичане на Апалачко плато и Алегенските планини и откриване на п-ов Делауеър | Канада, САЩ |
| 1615                       | Самюел дьо Шамплен                                                   | Откриване на река Матава (десен приток на Отава), езерото Ниписинг (оттичащо се на изток чрез Матава в Отава и на запад чрез Френч Ривър в залива Джорджиан Бей на езерото Хюрън) и езерото Симко (между езерата Хюрън и Онтарио). Доказване, че река Сейнт Лорънс изтича от езерото Онтарио и откриване на югоизток от него на езерото Онайда и изтичащата от него река Осуиго, вливаща се в Онтарио | Канада, САЩ |
| 1615 – 1616                | Робърт Байлот, Уилям Бафин                                           | Две експедиции за откриване на Северозападния проход. Изследване на Хъдсъновия проток и откриване на о-вите Лоуер Савидж (61°40′ с. ш. 65°40′ з. д. / 61.666667° с. ш. 65.666667° з. д.), островите Нотингам (63°17′ с. ш. 77°57′ з. д. / 63.283333° с. ш. 77.95° з. д.), Солсбъри (вторично, 63°32′ с. ш. 76°59′ з. д. / 63.533333° с. ш. 76.983333° з. д.), Саутхамптън (вторично, 64°30′ с. ш. 84°00′ з. д. / 64.5° с. ш. 84° з. д.) и Мил (64°00′ с. ш. 78°10′ з. д. / 64° с. ш. 78.166667° з. д.), протока Фрозен Стрийт (65°40′ с. ш. 84°10′ з. д. / 65.666667° с. ш. 84.166667° з. д., между остров Саутхямптън на юг и п-ов Мелвил на север) и картиране на южния бряг на Бафинова земя (1615). Откриване на западния бряг на Гренландия между 72 – 76º с.ш., залива Мелвил, п-ов Хейс (76 – 78º 45` с.ш.), южния вход на протока Смит, остров Елсмиър, залива Смит (76°50′ с. ш. 78°50′ з. д. / 76.833333° с. ш. 78.833333° з. д.), източния вход на протока Джонс (76°00′ с. ш. 82°00′ з. д. / 76° с. ш. 82° з. д., между Елсмиър и остров Девон), протока Ланкастър (74°10′ с. ш. 84°00′ з. д. / 74.166667° с. ш. 84° з. д.), остров Байлот (73°20′ с. ш. 78°20′ з. д. / 73.333333° с. ш. 78.333333° з. д.) и източния бряг на Бафинова земя (1616) | Канада, Гренландия |
| 1619 – 1620                | Йенс Мунк                                                            | Плаване в Хъдсъновия залив и вторично откриване на залива Батън и устието на вливащата се в него река Чърчил | Канада |
| 1621 – 1628                | Етиен Брюле и други франко-канадски трапери                          | Откриване на Северния проток в езерото Хюрън и остров Манитулин на юг от протока, река Сейнт Мъри, свързваща Горно езеро с Хюрън и праговете ѝ – Су Сейнт Мъри и източните и част от северните брегове на Горно езеро до 90º 30` з.д. | Канада, САЩ |
| 1631                       | Томас Джеймс (1593 – 1635)                                           | Откриване на южните брегове на Хъдзъновия залив, в т.ч. залива Джеймс (вторично) и остров Чарлтън (52°00′ с. ш. 79°30′ з. д. / 52° с. ш. 79.5° з. д.) в най-южната му част | Канада |
| 1631                       | Люк Фокс                                                             | Изследване на западния бряг на Хъдсъновия залив, откриване на остров Марбъл (62°40′ с. ш. 91°00′ з. д. / 62.666667° с. ш. 91° з. д.) и устието на река Нелсън (вторично). Откриване на п-ов Фокс (югозападната част на Бафинова земя), Басейна Фокс (отделящ Бафинова земя от континента) и протока Фокс, съединяващ Басейна Фокс с Хъдсъновия залив | Канада |
| 1634                       | Жан Николе                                                           | Откриване на протока Макинак и на запад от него на езерото Мичиган. Плаване на запад покрай северния бряг на езерото и откриване на залива Грийн Бей (45°00′ с. ш. 87°30′ з. д. / 45° с. ш. 87.5° з. д.) и вливащата се в него река Фокс. Изкачване по нея до горното ѝ течение, преминаване през вододела, откриване на река Уисконсин, спускане по нея и откриване горното течение на река Мисисипи | САЩ |
| 1640 – 1648                | Жан дьо Бребьоф                                                      | Откриване на езерото Ери (1640) и Ниагарския водопад (1648) | Канада, САЩ |
| 1650                       | Авраам Ууд (1614 – 1682)                                             | Откриване на платото Пидмонд между реките Джеймс и Роаноук в днешния щат Вирджиния | САЩ |
| 1652                       | Дейвид Данел                                                         | Откриване и изследване на югоизточното крайбрежие на Гренландия между 64º и 65º30` с.ш., в т.ч. островите Йенс Мунк (65º 40` с.ш.), Орстед (65º 10` с.ш.) и Данеборг (65º 20` с.ш.). Изследване на югозападното крайбрежие до 66º 30` с.ш. | Гренландия |
| 1654                       | Гел Хамке                                                            | Откриване на залива Гел Хамке на източното крайбрежие на Гренландия и остров Клаверинг (74°17′ с. ш. 21°05′ з. д. / 74.283333° с. ш. 21.083333° з. д.) в него | Гренландия |
| 1654 – 1656                | Медард дьо Грозейле                                                  | Пълно обикаляне на езерото Мичиган и първо описание на бреговете му | САЩ |
| 1655                       | Брур Рейс                                                            | Откриване на най-източната точка на п-ов Земя Хъдсън – нос Брур Рейс (73°31′ с. ш. 20°23′ з. д. / 73.516667° с. ш. 20.383333° з. д.) и остров Бонтеку (73°07′ с. ш. 21°22′ з. д. / 73.116667° с. ш. 21.366667° з. д.) на входа на фиорда Франц-Йосиф | Гренландия |
| 1658 – 1660                | Медард дьо Грозейле                                                  | Вторично откриване изворите на Мисисипи и първо плаване по горното ѝ течение | САЩ |
| 1660 – 1670                | Йохан Ледерер                                                        | Вторично откриване на цялото течение на река Джеймс, а на север от нея, откриване на реките Паманки и Рапаханок, извиращи от Апалачите и вливащи се в Атлантическия океан. Изкачване до Сините планини и откриване на запад от тях на река Шенандоа (най-голям десен приток на Потомак), а на запад от нея – Алеганските планини | САЩ |
| 60-те години на ХVІІ в.    | Клод Жан Алуе                                                        | Изследване на западното крайбрежие на Горното езеро и вторично откриване на река Уисконсин (ляв приток на Мисисипи) | САЩ |
| 1663                       | Гийом Кутюр                                                          | Откриване на езерото Мистасини (50°57′ с. ш. 73°42′ з. д. / 50.95° с. ш. 73.7° з. д.), река Рупърт изтичаща от него и езерото Немиско (51°20′ с. ш. 76°52′ з. д. / 51.333333° с. ш. 76.866667° з. д.) | Канада |
| 1668                       | Захарий Гилам, Медард дьо Грозейле                                   | Откриване на залива Рупърт (51°35′ с. ш. 79°00′ з. д. / 51.583333° с. ш. 79° з. д., най-южната част на Хъдсъновия залив), устието на вливащата се в него от изток река Рупърт, а на север от нея – устието на река Истмейн (52°15′ с. ш. 78°30′ з. д. / 52.25° с. ш. 78.5° з. д.) | Канада |
| 1668 – 1688                | търговски агенти на „Компанията Хъдсънов залив“                      | Изследване на южните брегове на Хъдсъновия залив от залива Джеймс на изток до устието на река Чърчил на запад | Канада |
| 1669                       | Рене Робер дьо Ла Сал                                                | Откриване на река Охайо (най-големия ляв приток на Мисисипи) и проследяване на почти по цялото ѝ течение | САЩ |
| 1671                       | Томас батс                                                           | Изкачване по река Роаноук, пресичане на Сините планини и вторично откриване на Алеганските планини. Откриване на река Ню Ривър, една от съставящите на река Канова от басейна на Охайо | САЩ |
| 1671                       | Ламберт                                                              | Откриване на източното крайбрежие на Гренландия, на 79º10`с.ш. на Земя Ламберт | Гренландия |
| 1671 – 1672                | Рене Робер дьо Ла Сал                                                | Откриване на река Илинойс и достигане до горното течение на Мисисипи на 39º с.ш. (1671). Откриване на реките Канкаки (ляв приток на Илинойс) и Сент Джозеф (вливаща се от юг в Мичиган) и изследване на целия източен бряг на езерото Мичиган (1672) | САЩ |
| 1672                       | Медард дьо Грозейле                                                  | Откриване на езерото Нипигон (49°50′ с. ш. 88°30′ з. д. / 49.833333° с. ш. 88.5° з. д.) на север от Горно езеро | Канада |
| 1672                       | Шарл Албанел                                                         | Пресичане по вътрешните водни пътища южната част на п-ов Лабрадор и открива езерото Албанел (51°09′ с. ш. 72°57′ з. д. / 51.15° с. ш. 72.95° з. д.) | Канада |
| 1673                       | Луи Жолие, Жак Маркет                                                | Първо плаване надолу по река Мисисипи от устието на река Уисконсин до устието на река Арканзас. Откриване устията на реките Мисури и Охайо | САЩ |
| 1673 – 1674                | Гейбриъл Артър                                                       | Пресичане на Апалачите и откриване и опознаване на целите горни басейни на реките Тенеси, Савана и множество реки, вливащи се в Мексиканския залив | САЩ |
| 1678 – 1679                | Рене Робер дьо Ла Сал                                                | Изследване на водните пътища от река Сейнт Лорънс през Великите езера до горното течение на Мисисипи | Канада, САЩ |
| 1681 – 1682                | Рене Робер дьо Ла Сал                                                | Плаване от устието на река Илинойс надолу по Мисисипи до Мексиканския залив и обратно | САЩ |
| 1689                       | Жак дьо Нойон                                                        | Откриване на река Рейни (на запад от Горно езеро), езерата Лак ла Круо, Намакан и Рейни (през които реката протича) и откриване на Горското езеро (Lake of the Woods, 49°00′ с. ш. 94°45′ з. д. / 49° с. ш. 94.75° з. д.) | Канада, САЩ |
| 1690 – 1692                | Хенри Келси (1667 – 1724)                                            | Изкачване по река Хейс, вливаща се от юг в залива Нелсън на Хъдсъновия залив до 55º с.ш., пресичане на запад и югозапад на Лаврентийското плато и откриване на езерото Крос (54°38′ с. ш. 97°47′ з. д. / 54.633333° с. ш. 97.783333° з. д.) и река Саскачеван и десния ѝ приток река Карот | Канада |
| 1694                       | Луи Жолие                                                            | Картиране на източното крайбрежие на п-ов Лабрадор от 52º до 56º с.ш. | Канада |
| 1698 – 1700                | Еусевио Кино                                                         | Първи опити за картиране на части от Северозападно Мексико, северната част на п-ов Калифорния и части от днешните щати Аризона и Ню Мексико | Мексико, САЩ |